# Богза, Джео

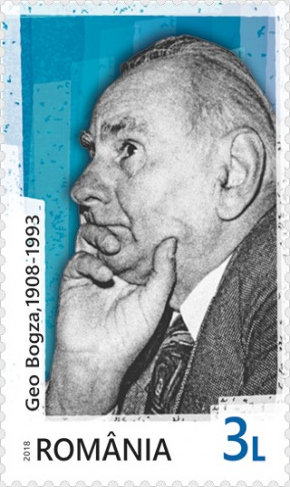
Джео Богза на почтовой марке Румынии 2018 г.

Джео Богза, при рождении Георге Богза (рум. Geo Bogza; 6 февраля 1908, Блежой, Королевство Румыния — 14 сентября 1993), Бухарест) — румынский писатель
, поэт, публицист, журналист, литературный критик, военный корреспондент, политик. Действительный член Румынской академии. Герой социалистического труда СРР (1971). Лауреат государственной премии Румынии.

## Биография
Родился в семье морского чиновника. Брат музыканта и философа Александру Богза и писателя Раду Тудорана. Обучался в Военно-морском училище в Галаце и Констанце. До 28 лет служил матросом на торговом судне.
Начинал творческую карьеру, как поэт, репортер, создатель румынского литературного репортажа, теоретик авангарда, автор некоторых определяющих его текстов.
Дебютировал, как поэт в 1927 году, опубликовав в модернистском журнале свои стихи. Известен своими левыми и коммунистическими политическими убеждениями. В 1928 году редактировал журнал «Урмуз», сотрудничал с журналами «Unu» и «Bilete de pagal». В начале 1930-х годов писал очерки, посвященные людям труда, их судьбе.
В конце 1936 года Богза отправился в Испанию в качестве военного корреспондента, поддерживая республиканцев во время Гражданской войны. Опубликовал цикл очерков «Трагедия народа басков» (1937). Война в Испании ещё более сблизила Богзу с коммунистической партией, однако это пресёк пакт Молотова-Риббентропа.
После Второй мировой войны и прихода к власти в Румынии коммунистов Богза занял в своём творчестве позиции социалистического реализма и стал одним из самых видных литературных деятелей, служивших правительству исходя из своих убеждений. В течение 1950-х годов много путешествовал по Советскому Союзу и Латинской Америке, написал несколько работ на тему борьбы с колониализмом.
В 1955 году стал действительным членом Румынской академии. В 1952—1969 годах избирался депутатом Великого национального собрания Румынии. В 1978 г. награждён Первой премией Союза писателей Румынии.
Со временем стал сдержанным критиком режима, особенно при Николае Чаушеску, занял диссидентскую позицию. Ещё в 1958 году партийный официоз критиковал его и других писателей за «космополитизм», и националистические тенденции Чаушеску особенно настораживали писателя, который вступил в конфронтацию с националистическим журналом «Săptămîna» и его редактором-антисемитом Эудженом Барбу. Богза также был близок к оппозиционным фигурам вроде забитого до смерти диссидента Георге Урсу. В 1989 году в числе семи писателей протестовал против преследования поэта Мирчи Динеску со стороны Секуритате.
Автор книг лирических репортажей, очерков, памфлетов «Советские меридианы» (1956), «Смотритель маяка» (1974), «Книги Олта» (1976) о жизни довоенной и современной Румынии, сборников стихов.

## Награды

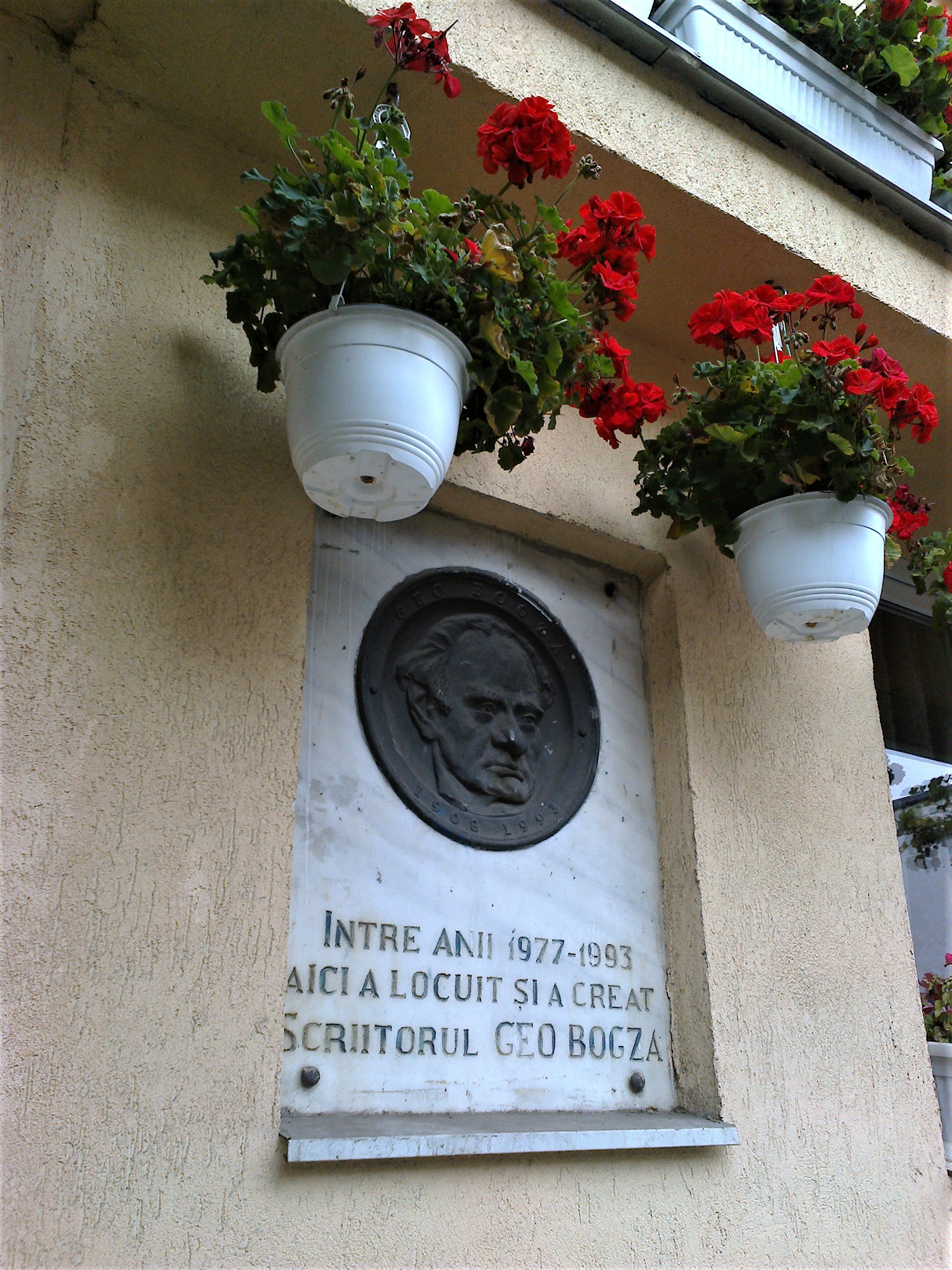
Мемориальная доска в Бухаресте

- звание Героя Социалистического Труда (4 мая 1971) «в связи с 50-летием образования Румынской коммунистической партии, за особые заслуги в области науки, искусства и культуры»
- золотая медаль «Серп и молот» (4 мая 1971) «по случаю 50-летия образования Румынской коммунистической партии, за особые заслуги в области науки, искусства и культуры»

## Избранные произведения
Сборники стихов
- Jurnal de sex , 1929
- Poemul invectivă , 1933
- Ioana Maria: 17 poeme , 1937
- Cântec de revoltă, de dragoste și de moarte , 1947
- Orion, 1978

Публицистика
- Cartea Oltului , 1945
- Țări de piatră, de foc, de pământ , 1939
- Oameni și carbuni în Valea Jiului , 1947
- Trei călătorii în inima țării , 1951
- Tablou Geografic , 1954
- Years of Darkness, 1955
- Meridiane sovietice , 1956
- Azi, ín România: carte radiofonică de reportaj , 1972
- Statui în lună , 1977

Другое
- Sfârșitul lui Iacob Onisia , 1949; роман
- Eu sunt ținta: Geo Bogza în dialog cu Diana Turconi , 1994
- Rânduri către tinerii scriitori ardeleni , 2003